# Union départementale des associations familiales

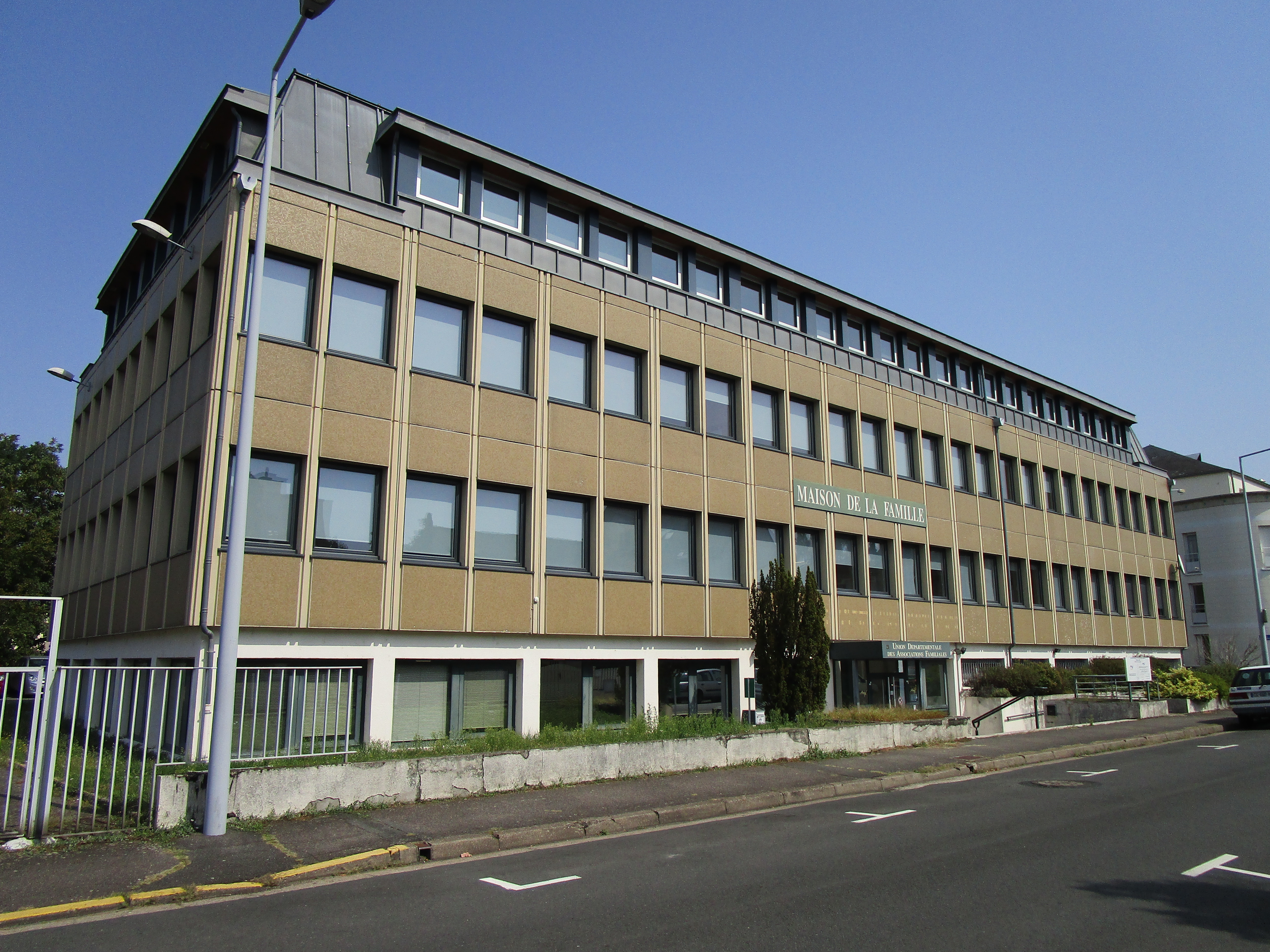
L'UDAF d'Indre-et-Loire de Tours, dans le quartier Rabelais-Tonnellé.

Une union départementale des associations familiales (UDAF) est une association loi de 1901 reconnue d'utilité publique dont les statuts sont définis par le Code de l'action sociale et des familles.
Elle réunit exclusivement des personnes morales et relève de la politique familiale française. Elle est, au titre de la loi, le représentant des familles du département auprès des pouvoirs publics. Il existe donc une UDAF par département sur le territoire français, à l'exception de la Meuse et du Vaucluse.
Les UDAF sont fédérées au sein de l'Union nationale des associations familiales (UNAF).

## Historique
L'union nationale des associations familiales a d'abord été instituée par la loi du 29 décembre 1942, dite « Loi Gounot », annulée par l'ordonnance du 3 mars 1945 qui en a repris les dispositions pour créer l'institution actuelle : l'Union nationale des associations familiales (UNAF).

En créant cette union nationale, cette ordonnance crée également une « Union départementale des associations familiales » dans chaque département : 
« L'union nationale est composée des unions départementales des associations familiales (UDAF) qui y adhérent et des fédérations, confédérations, associations familiales nationales regroupant les associations et sections adhérentes aux unions départementales. »
— Article L211-4 du Code de l'action sociale et des familles
.

## Statut et missions
Une UDAF est une association loi de 1901 reconnue d'utilité publique, dont le Code de l'action sociale et des familles définit les missions, notamment :
- donner son avis aux pouvoirs publics sur les questions d'ordre familial
- leur proposer les mesures qui paraissent conformes aux intérêts matériels et moraux des familles ;
- représenter officiellement auprès des pouvoirs publics l'ensemble des familles ;
- gérer tout « service d'intérêt familial » dont les pouvoirs publics estiment devoir lui confier la charge.

Les UDAF sont des associations indépendantes les unes des autres, mais fédérées au sein de l'UNAF qui les appuie dans leurs missions institutionnelles et de services aux familles. « Pour ce qui concerne leur rôle propre, les UDAF s'en tiennent toutes à une ligne commune, à savoir le respect du principe de subsidiarité : elles laissent les associations adhérentes mener leurs activités sans se substituer à elles, se limitant à coordonner leurs actions ».
L'article L211-9 du Code de l'action sociale et des familles dispose que chaque famille porte un nombre de voix calculé en fonction notamment du nombre d'enfants mineurs et handicapés. Lors de son contrôle des UDAF en 2004, l'Inspection générale des affaires sociales (IGAS) conclut dans son rapport « Les votes en assemblée générale ont lieu au suffrage familial […]. Dans un tel système, le pouvoir statutaire et le pouvoir de contrôle, qui relèvent de l'assemblée générale, appartiennent aux familles et reposent sur une base exclusivement démocratique, alors que le pouvoir d'administration, qui relève du conseil d'administration, est exercé conjointement et à parts égales par les représentants élus des familles et les représentants désignés par les fédérations départementales, et repose donc sur une dualité de représentation, démocratique et institutionnelle ».
Depuis la loi du 5 janvier 1988, chaque UDAF est — de fait — agréée comme association de consommateurs.
Dans plusieurs départements, l'UDAF coordonne les enquêtes en vue de l’attribution de la médaille de la famille par la commission préfectorale et en assure le secrétariat. La procédure d'attribution de cette distinction honorifique est précisée dans l'article D215-10 du Code de l'action sociale et des familles,.

## Missions institutionnelles

### Mission
Dans chaque département, l'UDAF a pour mission de promouvoir, défendre et représenter les intérêts de toutes les familles vivant dans le département, quelles que soient leurs croyances ou leur appartenance politique.
Dans sa mission institutionnelle, l'UDAF rassemble les associations familiales du département et assure la coordination et l'animation du mouvement familial sur son territoire.

### Composition
Les membres des UDAF sont des personnes morales : « membres actifs » ou « membres associés ».
Les membres actifs sont les associations familiales (au sens juridique du terme) ayant leur siège social dans le département, les fédérations départementales d’associations familiales, les sections départementales ou locales des associations nationales familiales.
Les membres associés sont les groupements à but familial, qui ne constituent pas des associations familiales au sens juridique du terme, mais qui exercent dans le département une activité de services aux familles.

### Représentation
De façon à pouvoir représenter les intérêts des familles, les UDAF nomment des représentants dans de nombreuses instances départementales ou communales où ces « délégués familiaux » agissent pour promouvoir la politique familiale dans toutes les décisions de la vie quotidienne. En 2016, ce sont ainsi 25 000 délégués qui œuvrent au profit des familles.

### Financement
Pour exercer ces missions institutionnelles, les UDAF reçoivent de l'UNAF une part du financement public annuel du mouvement familial dit « fonds spécial », en proportion du nombre de voix familiales portées par les familles adhérentes aux associations familiales dans le département.

## Missions de gestion de «services d'intérêt familial»

### Mission
Outre les missions institutionnelles, l'UDAF peut gérer des services d'intérêt familial, qui sont généralement :
- des établissements sociaux ou médico-sociaux (ESMS) dont les principales activités sont :
  - la protection juridique des majeurs pour laquelle le juge des tutelles a désigné l'UDAF pour exercer des « mesures de tutelle/curatelle » : en droit civil français, la tutelle est une mesure de protection et de représentation juridique prononcée par le juge des tutelles permettant la protection par un tuteur d'une personne majeure dont les capacités physiques ou mentales sont altérées. Pour exercer cette tutelle, le juge nomme un tuteur chargé d'exercer cette tutelle : ce tuteur peut être un proche du majeur (membre de la famille, ami, voisin) ou un professionnel ayant la qualité de mandataire judiciaire à la protection des majeurs, comme les UDAF par exemple ;
  - la délégation aux prestations familiales pour laquelle le juge des enfants a désigné l'UDAF pour exercer des « mesures d'aide à la gestion du budget familial » : dans le cadre de la protection de l'enfance, ces mesures offrent aux familles un accompagnement social et budgétaire. Les délégués aux prestations familiales répondent aux besoins liés, à l’entretien, la santé, et à l’éducation des enfants ; ils exercent auprès de la famille une action éducative visant à rétablir les conditions d’une gestion autonome des prestations familiales[15] ;
- des activités en lien avec les familles du département : médiation familiale, soutien à la parentalité, observatoire des familles, crèches, halte-garderies[16], etc.

### Financement
Pour exercer ces missions, les UDAF sont essentiellement financées par l’État et par les caisses départementales d'allocations familiales.

### Controverses
En 1989, naissent des scandales à Tarbes et à Pau concernant des personnes placées sous curatelle et gérées par les ESMS des UDAF concernées : les biens de ces personnes auraient été vendus sans que les personnes ne bénéficient du fruit de ces ventes ; à l'issue de la diffusion en 2011 d'un documentaire télévisé retraçant ces épisodes, plusieurs fédérations nationales des services MJPM déplorent une « approche très incomplète et parfois même erronée de la protection juridique des majeurs »,.
Certaines plaintes sont classées sans suite, d'autres ne font l'objet d'aucune poursuite, le procureur ayant laissé s'écouler plus de trois ans sans ouverture d'enquête. En 2006, des premières plaintes aboutissent quant à la gestion de l'ESMS géré par l'UDAF du département des Pyrénées-Atlantiques.
Le scandale des atteintes aux biens (ainsi qu'à la dignité) de personnes mises abusivement sous tutelle est toujours d'actualité. Il est dénoncé dans le documentaire « Sous tutelle... », d'Olivier Pighetti (Piments Pourpres Productions), diffusé par France 5 le 6 mai 2018.